# Gerd Zimmermann (voetballer)
Gerd Zimmermann (Jüchen, 26 september 1949 – aldaar, 6 april 2022) was een Duitse voetballer die voorkeur had als een middenvelder of verdediger. Hij had gespeeld bij Borussia Mönchengladbach, SC Fortuna Köln, Fortuna Düsseldorf, Houston Hurricane, Calgary Boomers en SG Union Solingen.

## Loopbaan
Zimmermann bracht twee jaar door in de North American Soccer League en hij speelde voor de Houston Hurricane en de Calgary Boomers voordat hij terugkeerde naar Duitsland om zijn carrière af te sluiten.
Zimmermann overleed op 6 april 2022.